# プルート川の戦い
プルート川の戦い（プルートがわのたたかい）は、1711年7月、モルダヴィアのプルト川河岸において行われたオスマン帝国とロシア・ツァーリ国との戦い。大北方戦争の一部である露土戦争中に起こり、オスマン帝国軍とピョートル1世率いるロシア軍が交戦し、オスマン帝国軍が勝利した。この戦いの後、両国はプルト条約を締結し、オスマン帝国及びスウェーデンとクリミア・ハン国はロシアとの戦いに勝利し、露土戦争は終結した。

## 経過

### 開戦の背景
大北方戦争でスウェーデン軍とロシア軍が決戦に入る直前の1708年から両国はオスマン帝国とその属国のクリミア・ハン国と接触、スウェーデン王カール12世はロシアの背後を脅かすことを希望した。しかしロシアのツァーリ・ピョートル1世は1708年から1709年にかけてオスマン帝国と交渉を行い、オスマン帝国がどちらにも味方しない中立の姿勢を取りクリミア・ハン国にも同様の指示を与えたことで、カール12世の目論みは失敗に終わった。
ところが、ロシアが1709年にポルタヴァの戦いでスウェーデン軍を破った後、一転してオスマン帝国は反ロシアに傾いた。原因はオスマン帝国領ベンデルに逃亡した寡兵のスウェーデン軍をオスマン帝国が迎え入れたことにあり、スウェーデン軍を追ったピョートル1世はオスマン帝国にカール12世及びスウェーデン軍の引渡しを要求したが、帝国が拒否したためロシア軍とオスマン帝国の間で戦争が勃発した。
ポルタヴァの戦いに敗れ負傷したカール12世は、側近でポーランド・リトアニア共和国の軍人スタニスワフ・ポニャトフスキとフランスのオスマン帝国駐在大使の援助もあって、ポルタヴァからオスマン帝国スルタン・アフメト3世の宮廷に亡命した。そしてカール12世は1710年11月20日、ロシアに宣戦布告するようアフメト3世を説得、開戦と合わせてイスタンブールのロシア大使が投獄された。このカール12世の工作と宮廷の主戦論者が開戦を主張したことが戦争の原因に繋がった。ピョートル1世はアフメト3世に親書を送り開戦を避ける努力をしていたが、戦争が避けられなくなると1711年2月22日にオスマン帝国に宣戦布告した。

### 1711年の戦闘
オスマン帝国の参戦でピョートル1世は攻撃目標を西のスウェーデン領ドイツから南のオスマン帝国へ変更、オスマン帝国の属国であるモルダヴィア公ディミトリエ・カンテミールとワラキア公コンスタンティン・ブルンコヴェアヌを嗾けて反乱・ロシアの援助を取り付けた。しかし、ポーランドやスウェーデン領ポメラニアから戻したロシア軍のドニエストル川右岸ソロキの配置・編成は順調に進まず、6月にやっとソロキを出発したが、猛暑の行軍で兵士の士気は低下、モルダヴィアの食糧徴発も上手くいかずワラキアからの連絡も無かった。モルダヴィアのヤッシーで開かれた作戦会議で前途を危ぶむ声が上がり撤退が取り沙汰されたが、ピョートル1世はモルダヴィアの支援を当てにして前進を続けた。
戦争での主な軍事衝突は、1711年に準備不足のまま行われたプルト川での戦闘だった。その最中のスタニレシティの戦い（7月18日-）において、ピョートル1世とボリス・シェレメーテフの指揮下のロシア軍は、ディミトリエ・カンテミールにモルダヴィアを侵略させようとしたが、オスマン軍に包囲されてしまい、大宰相バルタジ・メフメト・パシャ率いるオスマン軍によって破られた。しかし、ロシア軍別働隊はヤッシーから本隊と分かれて迂回、7月14日にオスマン帝国軍の食糧貯蔵庫であるブライラを占拠した他、7月19日にロシア軍本隊がオスマン帝国軍に集中砲火を浴びせて7000人以上の大損害を与え、反撃に怯んだイェニチェリが戦闘を控え和睦を主張するようになると、オスマン帝国は主戦派のポニャトフスキらの反対を押し切りロシアと和睦を結んだ。
カール12世はオスマン帝国がロシアを更に叩くことを望んだが、その期待は7月21日のプルト条約の締結によって失望に終わった。ロシア軍別働隊に補給路を抑えられていたため、オスマン帝国としては一刻も早く和睦を結ぶ必要性に迫られていたのである。勝敗の鍵を握っていた占拠の報告は先にオスマン帝国に押さえられ、アゾフ奪還及びクリミア・ハン国とロシア国境の要塞破壊を目的として積極的に戦う意志がないオスマン帝国は、戦闘継続より外交で解決する道を選びロシアとの交渉に動いた。
条約の内容は、オスマン帝国へのアゾフの返還、タガンログをはじめとするロシアの要塞の破棄、カール12世のスウェーデン帰還を妨害しないこと、イスタンブールのロシア大使の廃止、ロシアのポーランドへの内政不干渉などであった。ピョートル1世は条約締結後すぐに北へ引き上げ、ブライラを占拠していた別働隊もピョートル1世の命令を受け取り、ブライラをオスマン帝国に返還して戦場を後にした。両軍の損害はロシア軍は4800人、オスマン帝国軍は8900人とされている。

### 和睦後
トルコの歴史家達は、メフメト・パシャはロシアにとって比較的容易な条件で条約に調印するという大きな戦略的ミスを犯したとかねてから主張している。ピョートル1世自身がロシア軍を指揮していたため、もしメフメト・パシャがピョートル1世の和平提案を受け入れず、ピョートル1世を捕らえようと更に追撃していれば歴史は変わっていたかもしれない。ピョートル1世がいなければ、ロシアは帝国になりえなかったかもしれないし、バルカン半島や黒海沿岸、カフカースなどを巡ってオスマン帝国の将来の宿敵になることもなかったかもしれないのである。
イスタンブールでは勝利のニュースが伝えられた時、最初は歓迎されたが、結果に不満な主戦論者達の多くはメフメト・パシャに対して敵意を抱き、メフメト・パシャはピョートル1世から賄賂を受け取ったとして非難された。後にメフメト・パシャは大宰相の職を解任されている。
カール12世と主戦派の同盟国（クリミア・ハン国のデヴレト・ギレイ2世）は、スルタンに更なる戦争をさせるために開戦工作を続けた。翌年の春には、ロシアの講和条件の遂行の遅れを理由に戦争まであと一歩という状態にはなったものの、戦争は外交によって避けられ、第2の条約が1712年4月17日に調印された。この1年後に開戦工作は成功、今度はロシア軍のポーランドからの退却の遅れを理由に戦端が開かれた。しかしアフメト3世は1713年4月30日に宣戦布告をしたものの、実際に戦火を交えることはなく、講和がすぐに協議された。
アフメト3世は主戦論者達に悩まされた結果、カール12世を宮廷から遠ざけ帰国を支援することにした。また、デヴレト・ギレイ2世はカール12世を囚人だとみなしてその命令を無視したため、アフメト3世はデヴレト・ギレイ2世をクリミア・ハン国からオスマン帝国領のロドス島に追放した。立場が悪化したカール12世は1714年にザクセン、デンマーク、プロイセンとロシアの同盟軍によって包囲されていたスウェーデン領ポメラニアとシュトラールズントを救うため、最終的にオスマン帝国を去った。しかし、5年間の不在でスウェーデン領ドイツは同盟軍に全て奪われ戦局はスウェーデン不利になり、追い詰められたスウェーデンは同盟国から遠ざけられたロシアとの和睦交渉を始めた。